# Europe: Live Recordings 2022
Europe: Live Recordings 2022 — спеціальний концертний мініальбом англійського рок-гурту The Smile, випущений 10 березня 2023 року лейблом XL Recordings виключно на вінілі. Всі пісні записані під час першого в історії туру гурту Європою у 2022 році. EP складається з вибраних композицій з дебютного альбому A Light for Attracting Attention, а також однієї сольної пісні Тома Йорка 2009 року — «FeelingPulledApartByHorses».

## Список композицій
| Сторона 1 | Сторона 1                    | Сторона 1  |
| #         | Назва                        | Тривалість |
| --------- | ---------------------------- | ---------- |
| 1.        | «The Opposite»               | 3:22       |
| 2.        | «Thin Thing»                 | 4:17       |
| 3.        | «Feelingpulledapartbyhorses» | 5:46       |

| Сторона 2 | Сторона 2                    | Сторона 2  |
| #         | Назва                        | Тривалість |
| --------- | ---------------------------- | ---------- |
| 4.        | «The Same (Live EP Version)» | 5:39       |
| 5.        | «Waving A White Flag»        | 4:00       |
| 6.        | «Free in the Knowledge»      | 5:00       |
| 28:07     |                              |            |

## Персоналії
- Том Йорк — вокал, гітари, клавішні
- Джонні Ґрінвуд — гітари, клавішні
- Том Скіннер — барабани, клавішні